# Wu Yanan
Wu Yanan (chino: 武亚楠, 18 de abril de 1996, Chaoyang, China) es una artista marcial mixta china que actualmente compite como peso gallo en Ultimate Fighting Championship. Competidora profesional desde 2013, anteriormente compitió para el Chinese Kung Fu Championships y el WLF W.A.R.S.

## Primeros años
Wu Yanan comenzó a entrenar Sanda en la escuela secundaria, llegando a competir a nivel nacional en esta disciplina. Se graduó en la Universidad de Educación Física de Xi'an, donde se especializó en Sanda.

## Carrera de artes marciales mixtas

### Carrera temprana
Wu debutó como profesional en 2013 bajo la bandera de Fighting China, enfrentándose a la también debutante Joo Young Lee. Yanan ganó el combate por un TKO en el primer asalto.
La primera aparición de Wu en el Campeonato de Kung Fu de China se produjo casi un año después de su primer combate, en el CKF 9/21. Se enfrentó a Bo Meng, que venía de una victoria contra Weili Zhang. Yanan ganó el combate por decisión unánime. Seis meses después se enfrentó a Yang Liu, que debutaba como profesional. Yanan ganó por TKO en el primer asalto. El siguiente combate de Wu fue una revancha contra Bo Meng en el CKF 7/7, que Wu ganó por decisión dividida. En el CKF 4: Día 1, Yanan se enfrentó a otra debutante, Jinghuan Zhu, a la que ganó por sumisión en el primer asalto. Fue su primer y único combate en el peso pluma. En la WLF E.P.I.C. 5, Wu luchó contra Bayarmaa Munkhgerel, que aún no había ganado un combate profesional, y ganó por TKO en el segundo asalto. Volvió al CKF para enfrentarse a Saeedeh Fardsanei, que debutaba, y ganó por TKO en el primer asalto.
Tras abandonar el Campeonato Chino de Kung Fu, Wu luchó contra la 8-2 Yana Kunitskaya bajo la bandera del Campeonato Fightspirit en el Campeonato Fightspirit 6. Sufrió la primera derrota profesional de su carrera, ya que Kunitskaya la detuvo por la vía del TKO, tras sólo 32 segundos del segundo asalto. En Kunlun Fight MMA 7, Yanan se enfrentó a Anjela Pink (0-3) y ganó el primer asalto por nocaut técnico. En la WLF W.A.R.S. 12, Wu se enfrentó a la debutante Zuriana Makoeva, a la que detuvo mediante un TKO en el cuarto minuto del segundo asalto.

### Ultimate Fighting Championship
Wu tenía prevista su primera pelea en la UFC el 25 de noviembre de 2017, en UFC Fight Night: Bisping vs. Gastelum contra Gina Mazany. Perdió el combate por decisión unánime.
Su próxima combate estaba programado para UFC Fight Night: Blaydes vs. Ngannou 2 el 24 de noviembre de 2018, en su país natal, China, contra Lauren Mueller. Ganó el combate por sumisión en el primer asalto. Mueller luchó con cinco semanas de antelación en sustitución de Shana Dobson, que se lesionó en un entrenamiento y no pudo luchar.
Wu tenía previsto luchar contra Luana Carolina en UFC 237, pero la yanesa se vio obligada a retirarse debido a una lesión. El combate se realizó de nuevo y se programó para UFC Fight Night: Andrade vs. Zhang, pero esta vez la peso mosca brasileña se retiró debido a una fractura en la columna vertebral. Carolina fue sustituida por la antigua campeona de DEEP Jewels Mizuki Inoue. Wu no alcanzó el peso (129 libras) y perdió el 30% de su bolsa. Perdió el combate por decisión dividida.
Wu tenía previsto enfrentarse a Bethe Correia el 5 de diciembre de 2020 en UFC on ESPN: Hermansson vs. Vettori. Sin embargo, debido a problemas de visa, fueron reprogramados para UFC on ABC: Holloway vs. Kattar el 16 de enero de 2021. A principios de enero de 2021, se informó de que Correia se vio obligada a retirarse del combate debido a que se sometió a una operación para extirpar su apéndice. El 7 de enero se anunció que Wu se enfrentaría a la recién llegada a la UFC Joselyne Edwards. Perdió el combate por decisión unánime.
Wu estaba programada para enfrentarse a Nicco Montaño el 31 de julio de 2021 en UFC on ESPN: Hall vs. Strickland. Debido al exceso de peso de Montaño en 143 libras, o siete libras por encima del máximo de 136 libras permitido para las peleas de peso gallo sin título, el combate de Montaño contra Yanan fue cancelada.

## Récord en artes marciales mixtas
| Resultado | Récord | Oponente            | Método                    | Evento                                  | Fecha                    | Ronda | Tiempo | Localización    | Notas                                                            |
| --------- | ------ | ------------------- | ------------------------- | --------------------------------------- | ------------------------ | ----- | ------ | --------------- | ---------------------------------------------------------------- |
| Derrota   | 11-4   | Joselyne Edwards    | Decisión (unánime)        | UFC on ABC: Holloway vs. Kattar         | 16 de enero de 2021      | 3     | 5:00   | Abu Dhabi       |                                                                  |
| Derrota   | 11-3   | Mizuki Inoue        | Decisión (dividida)       | UFC Fight Night: Andrade vs. Zhang      | 31 de agosto de 2019     | 3     | 5:00   | Shenzhen        | Combate de peso acordado (129 libras); Yanan no alcanzó el peso. |
| Victoria  | 11-2   | Lauren Mueller      | Sumisión (barra de brazo) | UFC Fight Night: Blaydes vs. Ngannou 2  | 24 de noviembre de 2018  | 1     | 4:00   | Beijing         | Debut en el peso mosca.                                          |
| Derrota   | 10-2   | Gina Mazany         | Decisión (unánime)        | UFC Fight Night: Bisping vs. Gastelum   | 25 de noviembre de 2017  | 3     | 5:00   | Shanghái        |                                                                  |
| Victoria  | 10-1   | Zuriana Makoeva     | TKO (puñetazos)           | WLF W.A.R.S. 12                         | 11 de marzo de 2017      | 2     | 3:19   | Zhengzhou       |                                                                  |
| Victoria  | 9-1    | Alena Kuchynskaya   | TKO (puñetazos)           | Chin Woo Men: 2016-2017 Season, Stage 1 | 22 de diciembre de 2016  | 2     | 2:13   | Beijing         |                                                                  |
| Victoria  | 8-1    | Anjela Pink         | TKO (puñetazos)           | Kunlun Fight MMA 7                      | 25 de diciembre de 2016  | 1     | 1:17   | Beijing         |                                                                  |
| Derrota   | 7-1    | Yana Kunitskaya     | TKO (puñetazos)           | Fightspirit Championship 6              | 4 de septiembre de 2016  | 2     | 0:32   | San Petersburgo |                                                                  |
| Victoria  | 7-0    | Saeedeh Fardsanei   | TKO (puñetazos)           | Chinese Kung Fu Championships: Sunkin   | 13 de agosto de 2016     | 1     | N/A    | Qingdao         |                                                                  |
| Victoria  | 6-0    | Bayarmaa Munkhgerel | TKO (puñetazos)           | WLF E.P.I.C.: Elevation Power in Cage 5 | 29 de junio de 2016      | 2     | N/A    | Zhengzhou       | Regreso al peso gallo.                                           |
| Victoria  | 5-0    | Jinghuan Zhu        | Sumisión (barra de brazo) | Chinese Kung Fu Championships 4: Day 1  | 19 de diciembre de 2015  | 1     | N/A    | Beijing         | Debut en el peso pluma.                                          |
| Victoria  | 4-0    | Meng Bo             | Decisión (dividida)       | Chinese Kung Fu Championships           | 7 de julio de 2015       | 5     | 5:00   | Qingyang        |                                                                  |
| Victoria  | 3-0    | Yang Liu            | TKO (puñetazos)           | Chinese Kung Fu Championships           | 13 de marzo de 2015      | 1     | N/A    | Qingyang        |                                                                  |
| Victoria  | 2-0    | Meng Bo             | Decisión (unánime)        | Chinese Kung Fu Championships           | 21 de septiembre de 2014 | 5     | 5:00   | Qingyang        | Debut en el peso gallo.                                          |
| Victoria  | 1-0    | Young Joon Lee      | TKO (puñetazos)           | Fighting China                          | 16 de noviembre de 2013  | 1     | N/A    | Qingyang        | Combate de peso acordado (139 libras).                           |